# Bombus abnormis
Bombus abnormis är en biart som först beskrevs av Borek Tkalcu 1968. Den ingår i släktet humlor och familjen långtungebin. Inga underarter finns listade.

## Beskrivning
Huvudet är svart, mellankroppen orange med svarta sidor, de tre främre bakkropssegmenten (tergit 1 – 3) svarta, tergit 4 och 5 vita (tergit 4 kan dock ha svarta sidor) samt naken bakkroppsspets.

## Ekologi och utbredning
Arten förekommer i Nepal och den indiska delstaten Sikkim, där den påträffats på höjder mellan 3 700 och 3 900 m.